# Locusta
Locusta – monotypowy rodzaj owadów prostoskrzydłych z rodziny szarańczowatych (Acrididae). Został opisany przez Karola Linneusza w Systema Naturae (1758) jako podrodzaj w obrębie rodzaju Gryllus. Jedynym zaliczanym do niego gatunkiem jest – wyznaczony przez Linneusza na typ nomenklatoryczny – Locusta migratoria (szarańcza wędrowna). Dawniej do tego rodzaju zaliczano wiele innych gatunków, obecnie klasyfikowanych w innych rodzajach.